# La Pobla de Farnals
La Pobla de Farnals – gmina w Hiszpanii, w prowincji Walencja, we wspólnocie autonomicznej Walencja, o powierzchni 3,61 km². W 2011 roku liczyła 7677 mieszkańców.